# Chiloglanis macropterus
Chiloglanis macropterus är en fiskart som beskrevs av Max Poll och Stewart, 1975. Chiloglanis macropterus ingår i släktet Chiloglanis och familjen Mochokidae. IUCN kategoriserar arten globalt som sårbar. Inga underarter finns listade i Catalogue of Life.